# Мю Возничего
Мю Возничего (лат. μ Aurigae), 11 Возничего (лат. 11 Aurigae), HD 33641 — двойная звезда в созвездии Возничего на расстоянии приблизительно 157 световых лет (около 48 парсеков) от Солнца. Видимая звёздная величина звезды — +4,821m. Возраст звезды оценивается как около 560 млн лет.

## Характеристики
Первый компонент — белая Am-звезда спектрального класса A7IVms или A4Vm. Масса — около 2,09 солнечных, радиус — около 3,15 солнечных, светимость — около 22,95 солнечных. Эффективная температура — около 7114 К.